# II. Vencel cseh király

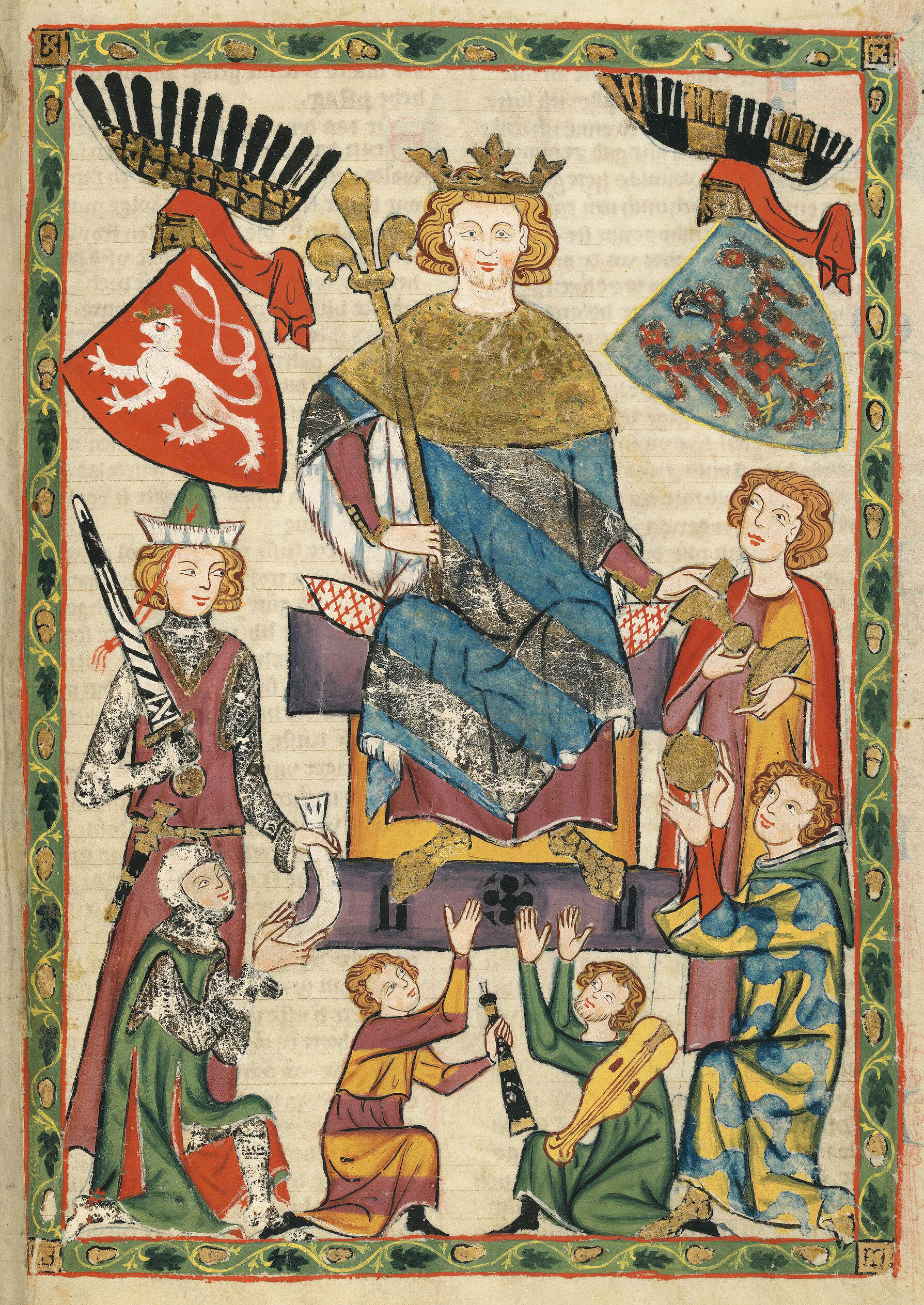
II. Vencel cseh és lengyel király

II. Vencel (csehül: Václav II., lengyelül: Wacław II Czeski, németül Wenzel II. (Böhmen)), (1271. szeptember 17. – 1305. június 21.) cseh király 1278-tól, krakkói herceg 1291-től, I. Vencel néven Lengyelország királya 1300-tól haláláig. Magyarországra is ki tudta terjeszteni a befolyását.

## Élete
A Přemysl-dinasztiából származott, II. Ottokár és Kunigunda fia. Mindössze 7 éves volt amikor édesapja meghalt. Fiatal korára való tekintettel az ország irányítását Vencel gyámja, IV. Ottó brandenburgi őrgróf kaparintotta meg, aki nekiállt, hogy kifossza az országot. Ottó az ifjú Vencelt éveken át a brandenburgi, a spandaui és a zittaui börtönben tartotta fogva, ahol a fiú gyakran szenvedett a hidegtől és az éhségtől. Állítólag az állandó betegeskedése és mindentől való félelme is ide vezethető vissza. Vencelben nemcsak a dörgés, a villámlás, a vihar keltett rettegést, hanem a macska és annak nyávogása is.[forrás?]
Az 1280-as évek első felében egyre hevesebb ellenállás bontakozott ki brandenburgi Ottó és annak szövetségeseivel szemben, ami kedvezett Vencel hatalomra juttatásának.[forrás?] Vencel 1283-ban térhetett vissza Prágába azon főúri csoportok támogatásával, akik megelégelték a trónra törő Zaviš (Falkenstein) lovagnak, az anyakirálynő szeretőjének (később férjének) hatalmaskodását. A tényleges irányítás csak 5 év múltán került a kezébe. Vencel 1289-ben elfogatta Zavišt, leverte annak párthíveit, és végül kivégeztette vetélytársát (1290). A cseh koronával egyesítette Egert és Meissent, és hűbéri jogot nyert a sziléziai hercegségek felett. 1291-ben Felső-Szilézia bekebelezése után elfoglalta Krakkót. 1300-ban Nagy-Lengyelország királyává választották. Ennek örökösével kötötte második házasságát.
Vencel Magyarország és Ausztria kapcsán is nagyratörő álmokat dédelgetett magában, melynek megvalósulásával egész Közép-Kelet Európára kiterjedő hatalommal rendelkezett volna.[forrás?] 1301-ben, az Árpád-ház kihalása után a magyar főurak egy csoportja felajánlotta – a dinasztiával rokonságban levő – Vencel számára a magyar koronát is. Ezt azonban nem fogadta el, hanem János kalocsai érsek támogatásával fiát, az ugyancsak Vencelt Székesfehérváron koronáztatta magyar királlyá. Természetesen sok magyar főúr – félve a csehek hatalmának túlzott megnövekedésétől – nem ismerte el Vencelt legitim magyar uralkodónak.[forrás?] A Vencel párt alulmaradt a küzdelmek, így a király 1304-ben feladta tervét, és fiát hazavitte Prágába.
A magyarországi kudarc után II. Vencel figyelme Ausztria felé irányult. Célkitűzéseit azonban már nem vihette véghez, mert a tuberkulózisban szenvedő uralkodó 34 éves korában, 1305. június 21-én meghalt II. Vencel cseh király.[forrás?]
Fia, Vencel követte a cseh trónon, de mivel ő gyermektelenül halt meg, II. Vencelnek két lányából is cseh királyné lett, akiknek a férjei uralkodtak Csehországban: Anna, Karintiai Henrik 1. felesége és Erzsébet, Luxemburgi János 1. felesége. Přemysl Erzsébet fia, Luxemburgi Károly révén II. Vencel utódai uralkodtak továbbra is Csehországban.

## Családfa
| I. Vencel * 1205 k. † 1253. IX. 23. | I. Vencel * 1205 k. † 1253. IX. 23. |                                           |                                           | Hohenstauf Kunhuta * 1200 k. † 1248. IX. 13. | Hohenstauf Kunhuta * 1200 k. † 1248. IX. 13. |  |  | III. Rosztyiszlav kijevi nagyfejedelem * 1219 † 1263 | III. Rosztyiszlav kijevi nagyfejedelem * 1219 † 1263 |                                                |                                                | Árpád-házi Anna * 1226/1227 † 1285 k. | Árpád-házi Anna * 1226/1227 † 1285 k. |
|                                     |                                     |                                           |                                           |                                              |                                              |  |  |                                                      |                                                      |                                                |                                                |                                       |                                       |
|                                     |                                     |                                           |                                           |                                              |                                              |  |  |                                                      |                                                      |                                                |                                                |                                       |                                       |
|                                     |                                     | II. Ottokár * 1232 ősze † 1278. VIII. 26. | II. Ottokár * 1232 ősze † 1278. VIII. 26. |                                              |                                              |  |  |                                                      |                                                      | Rurik Kunigunda * 1245. VI. 12. † 1285. IX. 4. | Rurik Kunigunda * 1245. VI. 12. † 1285. IX. 4. |                                       |                                       |
|                                     |                                     |                                           |                                           |                                              |                                              |  |  |                                                      |                                                      |                                                |                                                |                                       |                                       |
|                                     |                                     |                                           |                                           |                                              |                                              |  |  |                                                      |                                                      |                                                |                                                |                                       |                                       |
|                                     |                                     |                                           |                                           |                                              |                                              |  |  |                                                      |                                                      |                                                |                                                |                                       |                                       |

|                                  |                               | 1 Habsburg Guta * 1271. III. 13. † 1297. V. 27. OO 1278 | 1 Habsburg Guta * 1271. III. 13. † 1297. V. 27. OO 1278 | II. Vencel * 1271. IX. 27. † 1305. VI. 21. | II. Vencel * 1271. IX. 27. † 1305. VI. 21. | 2 Piast Erzsébet * 1286. IX. 1. † 1335. X. 18. OO 1300 | 2 Piast Erzsébet * 1286. IX. 1. † 1335. X. 18. OO 1300 |                                         |                                         |
|                                  |                               |                                                         |                                                         |                                            |                                            |                                                        |                                                        |                                         |                                         |
|                                  | 1                             |                                                         | 1                                                       |                                            | 1                                          |                                                        | 1                                                      |                                         | 1                                       |
| Přemysl Ottokár * 1288 † 1288    | Přemysl Ottokár * 1288 † 1288 | Vencel * 1289. X. 6. † 1306. VIII. 4.                   | Vencel * 1289. X. 6. † 1306. VIII. 4.                   | Ágnes (1) * 1289. X. 6. † 1296             | Ágnes (1) * 1289. X. 6. † 1296             | Anna * 1290. X. 15. † 1313. IX. 3.                     | Anna * 1290. X. 15. † 1313. IX. 3.                     | Erzsébet * 1292. I. 20. † 1330. IX. 28. | Erzsébet * 1292. I. 20. † 1330. IX. 28. |
|                                  | 1                             |                                                         | 1                                                       |                                            | 1                                          |                                                        | 1                                                      |                                         | 1                                       |
| Guta (1) * 1293 † 1294           | Guta (1) * 1293 † 1294        | János (1) * 1294 † 1294                                 | János (1) * 1294 † 1294                                 | János (2) * 1295 † 1296                    | János (2) * 1295 † 1296                    | Margit * 1296. II. 21. † 1322. IV. 8.                  | Margit * 1296. II. 21. † 1322. IV. 8.                  | Guta (2) * 1297 † 1297                  | Guta (2) * 1297 † 1297                  |
|                                  | 2                             |                                                         |                                                         |                                            |                                            |                                                        |                                                        |                                         |                                         |
| Ágnes (2) * 1305. VI. 15. † 1337 |                               |                                                         |                                                         |                                            |                                            |                                                        |                                                        |                                         |                                         |

## Egyéb

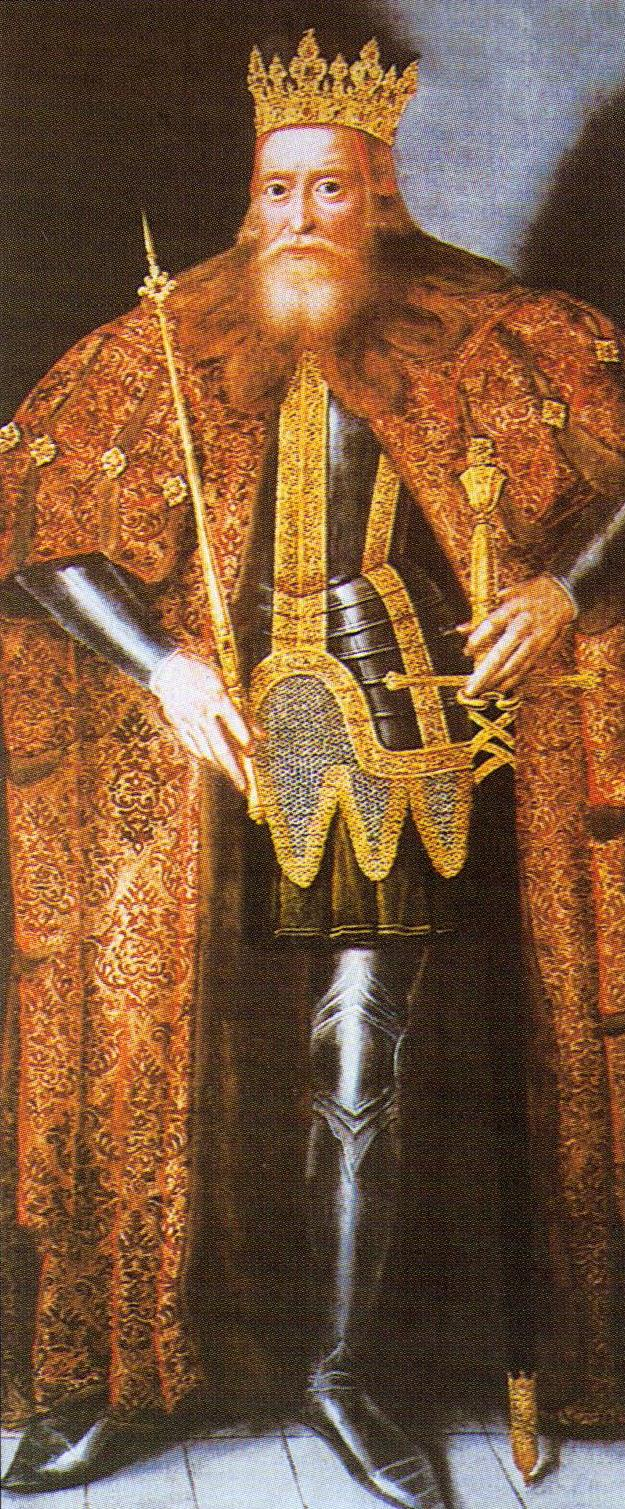
II. Vencel

- II. VencelVencelt történelem legfélősebb uralkodói között tartják számon. Nemcsak a dörgés, a villámlás, a vihar keltett benne rettegést, hanem a macska és annak nyávogása is.[forrás?]
- A német irodalomba, mint a költészet kiváló művelője, a minnesängerek között foglal helyet.[4]